# Holman Trío
Holman Trío es una agrupación musical chilena de jazz fusión y pioneros del etno jazz. Fundada el 2003 por Ernesto Holman como bajista eléctrico y melodía central,  el pianista Gustavo Cerqueiras y baterista Josue Villalobos. Se formó como resultado de la inmersión en la cosmovisión mapuche de Holman, contribuyendo a la apertura musical chilena a las músicas del mundo.
El grupo se originó como una extensión de las grabaciones de Ernesto Holman en el contexto de la inmersión cultural mapuche y estudios etnologícos que llevó a cabo en sus discos Ñamco y Al vuelo del Ñamco, abiertas a la improvisación colectiva y a la combinación de elementos del jazz, y de la tradición musical étnica Mapuche. Inspirado en las rítmicas y sonoridades de instrumentos como la trutruka o el kultrún. En modalidades y progresiones del jazz desarrolladas colectivamente junto a Gustavo Cerqueiras y Josué Villalobos.
El álbum Mari Tripan- tu, abarca conceptualmente los diez años de Holman en la comunidad mapuche Kallfulikán. Incluyó instrumentos como el trompe, el wada y la cascahuilla, así como también la colaboración de varios músicos genuinamente mapuches, ganó el Premio Altazor de las Artes Nacionales el 2009 en la categoría alternativa jazz. En el año 2017 el álbum De Raíz es galardonado con un Premio Pulsar a mejor artista fusión.
| Año  | Álbum              |
| ---- | ------------------ |
| 2003 | Ñamco              |
| 2005 | Al vuelo del Ñamco |
| 2005 | Pela Cables        |
| 2008 | Mari Tripan- tu    |
| 2011 | Reversiones        |
| 2016 | Vivo en Brasil     |
| 2016 | De Raíz            |
| 2019 | Árbol              |